# Pisto napoletano
Il pisto napoletano è un insieme di spezie, tipico della tradizione culinaria napoletana utilizzato nella preparazione di molti dolci tradizionali della Campania, soprattutto natalizi. 
Le spezie più importanti sono: cannella, noce moscata, chiodi di garofano e coriandolo.

## Ricetta
Ingredienti:
- 15 g  Cannella in polvere
- 5 g  Pepe
- 5 g  Noce moscata
- 2 g  Chiodi di garofano
- 2 g  Anice stellato
- 2 g  Semi di coriandolo

Preparazione:
pestare in un mortaio le spezie e tostarle brevemente in padella, per fare rinvenire l'aroma. La polvere così ottenuta si conserva anche per diversi mesi, se chiusa in un contenitore ermetico. 
Esistono variazioni della ricetta, dove alle spezie principali, cioè la cannella, i chiodi di garofano e la noce moscata, ne sono aggiunte altre per arrotondare ed esaltare il gusto.

## Dolci in cui viene utilizzato
Alcuni dei dolci della tradizione natalizia napoletana e campana, in cui viene utilizzato il pisto sono:
- Roccocò: biscotti a forma di ciambella dall'impasto più o meno duro a base di mandorle,
- Mustacciuoli (detti anche Mostaccioli) : particolari dolcetti dalla forma a triangolini, ricoperti di glassa al cioccolato,
- Quaresimali: biscotti a base di mandorle, privi di grassi e molto speziati,
- Susamielli: dolci di Natale tipici napoletani a base di miele e mandorle.